# Coptomma sticticum
Coptomma sticticum är en skalbaggsart som först beskrevs av Thomas Broun 1893.  Coptomma sticticum ingår i släktet Coptomma och familjen långhorningar. Inga underarter finns listade i Catalogue of Life.